# Jubba Airways
Jubba Airways est une compagnie aérienne somalienne. Auparavant basée à l'aéroport international d'Aden Adde à Mogadiscio, en Somalie, la compagnie a désormais son siège à Nairobi, au Kenya, avec des succursales supplémentaires dans diverses autres régions du monde. La compagnie exploite des vols intérieurs de passagers et de fret en Somalie, ainsi que vers des destinations au Moyen-Orient.

## Histoire
La compagnie a été fondée en 1998 par un entrepreneur somali de Calgary, Said Nur Qailie.
En mai 1998, un mois après la création de la compagnie, cette dernière a entrepris son premier voyage. Cela a représenté le premier vol direct de Sharjah à Mogadiscio depuis que la compagnie d'État Somali Airlines ai cessé son activité en 1991 .

## Aperçu

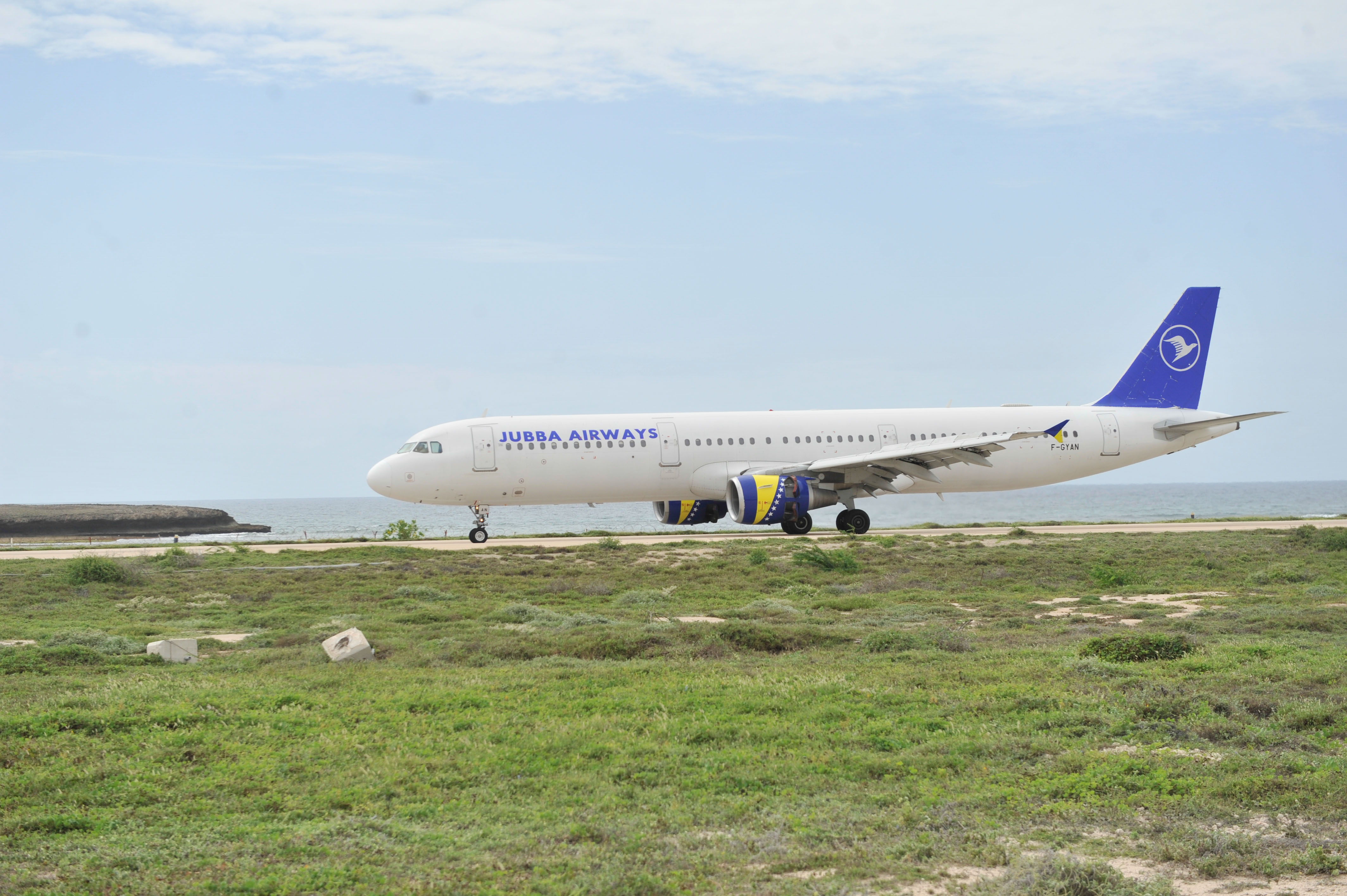
Un Airbus A321 loué à Jubba Airways à l'aéroport international Aden Abdulle de Mogadiscio, en Somalie.

Depuis 2009, Jubba Airways est enregistrée à Nairobi, au Kenya. La compagnie possède également des succursales en Somalie, à Djibouti, en Arabie saoudite, aux Émirats arabes unis et en Ouganda.
La compagnie aérienne comble les vols laissés vacant par l'ancienne compagnie, Somali Airlines et exploite des services intérieurs de transport de passagers et de fret. Elle dessert des destinations en Somalie, notamment Mogadiscio, Hargeisa, Bosaso et Galkayo. Les vols vers Djibouti, les Émirats arabes unis ( Dubaï ) et pour les pèlerins du Hajj vers Djeddah sont également des itinéraires importants pour la compagnie aérienne. De plus, la compagnie aérienne propose des vols cargo.
Jubba Airways possède son propre avion, entretenu par des ingénieurs qui font partie d'une équipe de 300 employés formés.
Le transporteur prévoit de louer plus d'avions et d'ouvrir de nouvelles succursales afin d'offrir plus de destinations à son nombre croissant de passagers.
En février 2015, Jubba Airways a officiellement fusionné avec Daallo Airlines pour former l' African Airways Alliance.

## Flotte

### Flotte actuelle
La flotte de Jubba Airways se compose des avions suivants (en août 2019): 
| Avion     | En flotte | Ordres | Les passagers | Âge moyen |
| --------- | --------- | ------ | ------------- | --------- |
| Fokker 50 | 2         | 0      | 50            | 28,3 ans  |
| Total     | 3         | 0      |               |           |

### Ancienne flotte
La compagnie aérienne exploitait auparavant les appareils suivants:
- 2 Airbus A320-200 [7]
- 1 Airbus A321 (exploité par Hermes Airlines )
- 2 Boeing 737-200
- 1 Boeing 737-300
- 1 Boeing 737-400
- 1 autre Fokker 50 [8]